# Хронични бактеријски простатитис
Хронични бактеријски простатитис  (ХБП)  бактеријска је инфекција простате, која се разликоује од других облика простатитиса као што је нпр. акутни бактеријски простатитис и синдром хроничног карличног бола, чији симптоми трају дуже од 3 месеца. Карактеришу га  рекурентне и релапсирајуће инфекције мокраћних путева  (узроковане истим патогеном).
Иако је хронични бактеријски простатитис примарно повезано са инфекцијом и знацима упале простате (присуство бактерија и леукоцита у секрету простате),  код неких синдрома хроничног простатитиса, знаци бактеријски инфекције се не могу открити, јер  број узрочника простатитиса може бити многобројан.

## Опште информације
Простата (кестењача) је полна жлезда која чини део репродуктивног тракта мушкарца. Главна улога простате је производња секрета која чини саставни део ејакулата. Налази се иза симфизе, испред ректума, испод мокраћне бешике и изнад урогениталне прелчаге. Мокрачна цев својим проксималним делом пролази кроз простату и у целости је окружена ткивом простате.
- Релевантна анатомија
- Простата, уретра и семенски везикули.
- Артерије карлице.
- Мушки карлични органи гледано са десне стране.

Да је простатитис уобичајено стање код мушкараца, указује податак да је на глобалном нивоу пријављено да је 35–50% мушкараца барем једном током живота погођено симптомима који указују на простатитис.
На основу популације >10.600 уиспитаника, систематски преглед је открио на овом узорку 8,2% преваленцију симптома простатитиса.
Симптоматски, хронични облици простатитиса, како их дефинише Национални институти за здравље Сједињених Америчких Држава, у свом издању од 1999. године, он је приказао 4 синдрома простатитиса (види табелу) у којој су хронични бактеријски простатитис и хронични простатитис/синдром хроничног карличног бола приказани као посебне синдроме. 
| Тип | Назив и опис |
| --- | --- |
| I   | Акутни бактеријски простатитис |
| II  | Хронични бактеријски простатитис Поновљене инфекције мокраћног тракта Хроничне инфекције простате |
| III | Хронични небактеријски простатитис - хронични карлични болни синдром (CPPS) (непријатан осећај или бол у пределу карлице, који траје најмање три месеца са различитим поремећајима мокрења и сексуалних тегоба) IIIa - Инфламаторни хронични абактеријски простатитис (леукоцити у сперми) IIIб - Неинфламаторни хронични абактеријски простатитис (без леукоцита у сперми) |
| IV  | Асимптоматски инфламаторни простатитис (хистолошки простатитис) Докази о запаљењу у биоптату, сперми/експрету простате, без симптома |

Иако имају значајан негативан утицај на квалитет живота пацијената  и представљају дијагностичке и терапијске изазове за лекаре, хронични бактеријски простатитис и хронични простатитис/синдром хроничног карличног бола су у литератури добили релативно мало пажње, у поређењу са другим уролошким стањима.
Одсуство чврстих и јасних епидемиолошких података може такође одражавати недостатак јединствене дефиниције и преклапање симптома са другим стањима, као што су доброћудно повећање простате и рак простате.

## Етиологија
Хронични бактеријски простатитис се јавља после акутног бактеријског простатитиса када бактерије остају „заробљене” у простати или после тежих  инфекција мокрачних путева које су резистентне на лечење. Узроци могу бити: функционалне или структурне промене бешике, као што су:
- примарна опструкција врата бешике,
- псеудодисинергија (неуспех опуштања спољног сфинктера током пражњења),
- поремећена контрактилност детрузора или аконтрактилни детрузорски мишић,
- зачепљење канала за ејакулацију,
- повећана напетост бочног зида карлице,
- неспецифична упала простате.

Код неких синдрома хроничног простатитиса, знаци бактеријски инфекције се не могу открити, јер  број узрочника простатитиса може бити многобројан.

## Клиничка слика
Хронични бактеријски простатитис је релативно ретко стање које се обично манифестује повременом клиничком сликом типа инфекције мокраћних путева. Дефинише се као рекурентне инфекције мокраћних путева код мушкараца које потичу од хроничне инфекције простате. Симптоми могу бити потпуно одсутни све док не дође до инфекције мокраћне бешике, а најтежи проблем је обично понављајући циститис.
Хронични бактеријски простатитис има симптоме који су врло слични онима код акутног бактеријског простатитиса, али значајно блажи. Тегобе се развијају споро (могу потрајати неколико месеци са различитим интензитетом-углавном благим),  и значајно  варирају током времена. Међутим, неки мушкарци могу бити без симптома, само са упорном или понављајућом бактериуријом. 
Четири главне манифестације су:
- Урогенитални бол,  који је у хроничном простатитису обично у перинеуму и локализован дубоко у карлици, али често може бити и у пенису, тестисима, ингвинуму, супрапубично у сакралном пределу или се јавља при ејакулацији.

- Симптоми нарушеног пражњења или складиштења мокраће, који су чешћи него код доброћудне хиперплазији простате: хитно мокрење, учестало мокрење, ноћно мокрење, слаб млаз, непотпуно пражњење бешике. Изузетак је дизурија која се чешће среће у простатитису него у доброчудној хиперплазији простате.[10][12]

- Психолошки проблеми
- Сексуална дисфункција.[13]

## Дијагноза
Дијагноза се поставља на основу анамнезе, историје болести физкалног преглед и дијагностичких тестова. 
Добро узета анамнеза је пола дијагнозе а када су тегобе типичне, скоро и потпуно довољна за постављање дијагнозе. У анамнези треба инсистирати на тегобама, подацима о претходном (само)лечењу антибиотицима, уролошким обољењима и евентуалним инструменталним прегледима, сексуалним контактима.
Општи физикални преглед може помоћи у постављању дијагнозе простатитиса, иако понекад даје варијабилан налаз који није карактеристичан за хронични простатитис. У неких болесника постоји јак спазам аналног сфинктера, у других палпација простате открива осетљивост, од благе до екстремно болне. Неки болесници, сем болне простате, показују осетљивост дна карлице. Палпацијом трбуха болесник може да има нелагодност у пубичној регији због отежаног пражњења бешике, могуће и задржавања мокраће. Прегледом гениталија потребно је обратити пажњу на било какве аномалије на пенису, тестисима и пасемницима који могу погодовати простатитису, присуство исцетка из мокраћне цеви, увећање лимфних жлезда у препонама, увећање и оток скротума.
Код хроничног бактеријског простатитиса преглед простате може бити нормалан, а понекад постојање калкулуса у простати може бити извор инфекције.
Масажа простате се користи за добијање узорака простатичне течности: експримирани секрет простате (ЕПС) и мокраће након масаже, који се култивише ради изоловања узрочника простатитиса. 
За локализацију инфекције користи се Maeres-Stamey-jev-  тест са четири чаше. Тест је непријатан за пацијента, и може да, да више лажно позитивних и лажно негативних налаза, и не може предвидети симптоматски одговор на лечење. Иако овај тест само мањи број уролога користи у пракси, лечење и избор антибиотика се заснива на овом тесту. Међутим, док се не установи бољи, тест са четири чаше остаје златни стандард за локализацију инфекције. Једноставнији, јефтинији, а ипак са сличном прецизношћу је тест са две чаше.
Нивои специфичног антигена простате могу бити повишени, иако нема малигнитета.
Анализа сперме је користан дијагностички алат, а врши се и култура сперме. 
Ради се и испитивање осетљивости на антибиотике како би се изабрао одговарајући антибиотик. 
Други корисни маркери инфекције су одређивање семенске еластазе и семенских цитокина.
Код болесника са клиничким погоршањем болести упркос одговарајућем лечењу, или код оних који су имунокомпромитовани или предиспонирани на бактеријемију или емболијске компликације (дијабетичари, HIV позитивни), саветује се снимање карлице компјутеризовaном томографијом или магнетном резонанцом, или преглед ултразвуком са трансректалном сондом, да би се дијагностиковао апсцес простате.

## Терапија
Терапија хроничног бактеријског простатитиса је захтевнија у односу на терапију акутног бактеријскиог простатитиса.

### Анимикробна терапија
Флуорохинолони као што су ципрофлоксацин и левофлоксацин спадају у лекове првог реда због њихових повољних фармакокинетских својстава, велике терапијске ширине и одличног дејства нпр. ципрофлоксацина на грам негативне бактерије, укључујући и псеудомонас, и левофлоксацина јпротив Грам позитивне бактерија и атипичних патогена, као што су хламидијаа и мукоплалсма гениталис.  Поред хинолона могу се ординирати Триметоприм, Тетрациклини и Макролиди.
Лечење хроничног бактеријског простатитиса требало би започети антибиотски две недеље након иницијалне дијагнозе. Након тога треба проценити стање пацијента и терапију наставити уколико је култура позитивна и уколико пацијент показује позитивне ефекте терапије. Укупан третман антибиотицима требало би да траје 4-6 недеља.
Релативно високе дозе антибиотика су потребне и предност се даје оралној примјени антибиотика.  

## Превенција
Простатитис је обољење које нема праву превенцију. Код болесника који су асимптоматски по завршетку лечења, рутинске анализе мокраће и уринокултуре нису потребни. Само у случају перзистирања и поновне појаве тегоба, посебно код млађих болесника, где постоји сумња на узрочнике из групе сексуално преносивих болести, потребно је урадити микробиолошке прегледе и код партнера. Примена антибиотика може се поновити у дужем временском периоду, вишом дозом лека или другим леком.